# Lucien Nicot
Pour les articles homonymes, voir Nicot.
Lucien Nicot, né le 11 août 1854 à Metz et mort le 19 avril 1920 à Paris, est un journaliste français.

## Biographie
Lucien Nicot est le fils de Joséphine Lambert et de Paul Nicot, limonadier de la place Napoléon à Metz. Après l'annexion de l'Alsace-Moselle, la famille Nicot opte pour la nationalité française.
Élève de l’École normale de la rue Marchant à Metz puis du Lycée Louis-le-Grand de Paris, où il obtient le prix d'histoire et de géographie aux concours de 1870 et 1872, Lucien Nicot sert comme volontaire dans l'armée française entre 1873 et 1874.
Parti à New York en 1875, il y fait ses débuts de journaliste au Courrier des États-Unis, dont il est le secrétaire de rédaction. Également correspondant du Courrier de Meurthe-et-Moselle de Nancy, il en rejoint la rédaction en juin 1879 puis, trois mois plus tard, en devient le codirecteur aux côtés de Paul Sordoillet. Entré en désaccord avec ce dernier, Nicot démissionne de ses fonctions le 11 juin 1881. Il collabore ensuite à la Revue alsacienne d'Eugène Seinguerlet.

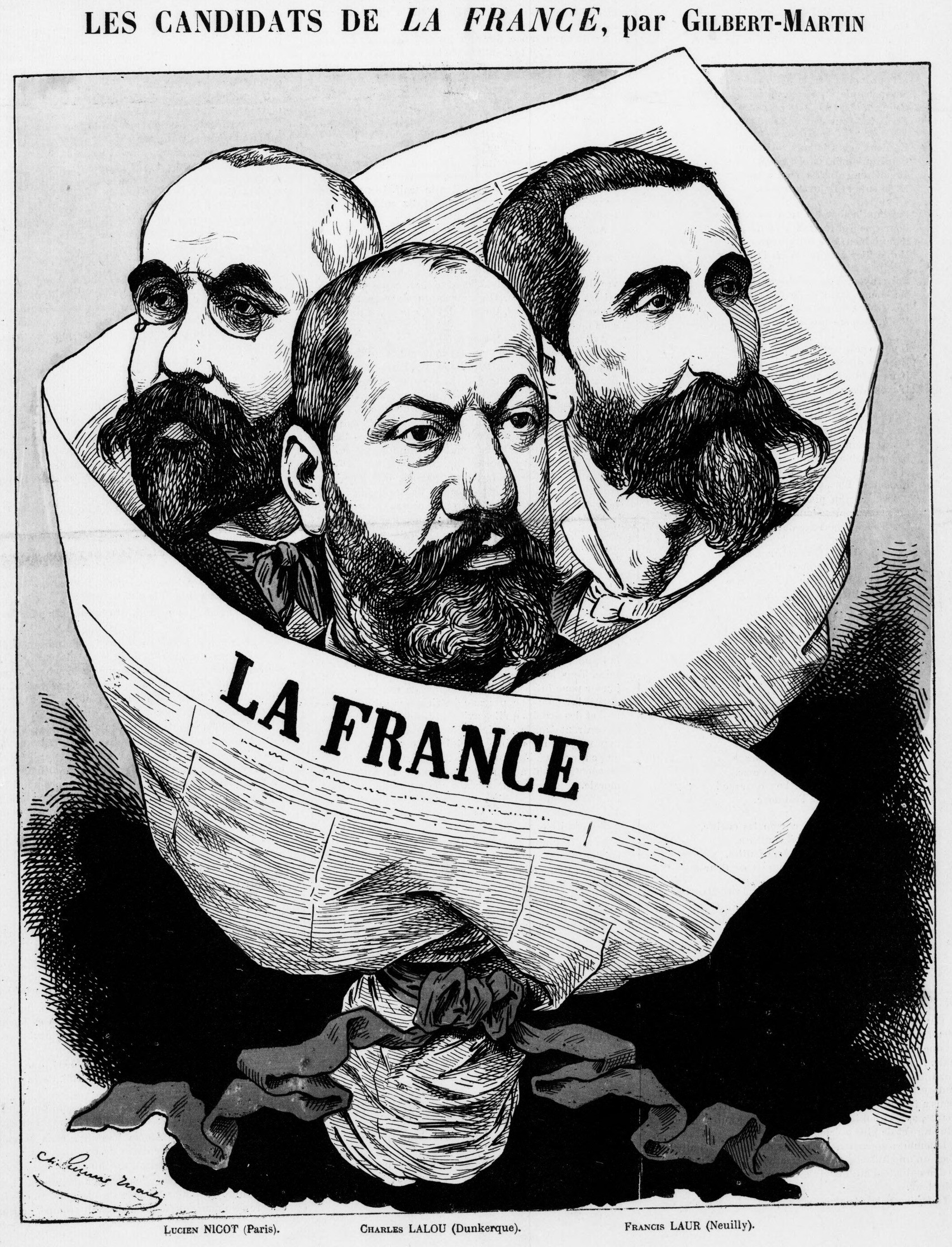
Caricatures de Lucien Nicot, Charles Lalou et Francis Laur par Charles Gilbert-Martin (Le Don Quichotte, 14 septembre 1889).

Recommandé par le sénateur Varroy à Adrien Hébrard, Nicot échoue cependant à entrer au Temps, la rédaction de ce quotidien étant au complet. Il rejoint alors la rédaction de La France de Charles Lalou et collaborera pendant plus de quatorze ans à ce journal, dont il sera le secrétaire de rédaction. Au milieu des années 1880, il est également le correspondant de La Patrie de Montréal et du Moniteur de la Moselle de Metz.
Spécialisé dans les questions militaires, Nicot se signale par son patriotisme revanchard et son antigermanisme. Ce nationalisme l'entraîne dans le mouvement boulangiste, dont il est l'un des candidats lors des élections législatives de 1889. Il se présente ainsi dans la première circonscription du 11e arrondissement de Paris, dont le député sortant est l'ancien président du conseil Charles Floquet. Pendant la campagne, ses adversaires anti-boulangistes l'accusent d'avoir détourné des fonds du Courrier de Meurthe-et-Moselle quand il en était l'un des directeurs. Au premier tour, Nicot obtient 31,7 % des suffrages et arrive en seconde position entre Floquet (46,6 %) et le socialiste Jean Allemane (12,2 %). Renforçant son avance par le désistement d'Allemane en sa faveur, Floquet est réélu au second tour, battant Nicot avec 62 % des voix.
En septembre 1896, Nicot quitte La France, qui vient d'être acquise par Hypolite Hostein. Entré depuis peu au Jour, dont le rédacteur en chef est André Vervoort, il devient le secrétaire de la rédaction de ce journal. En octobre 1899, il devient le rédacteur en chef de La Cocarde, journal nationaliste et antisémite du soir. Quelques mois plus tard, au printemps 1900, il entre au Gaulois, dont il restera le collaborateur jusqu'à sa mort.
Pendant la Première Guerre mondiale, l'un de ses fils est tué au combat.
Après une courte maladie, Nicot meurt à son domicile du no 8 de la rue Lallier le 19 avril 1920. Il est inhumé au cimetière du Père-Lachaise, d'abord dans une sépulture provisoire puis dans une tombe de la 79e division.